# Loïc Nestor
Loïc Nestor (Pointe-à-Pitre, 20 mei 1989) is een Franse voetballer (verdediger) die sinds 2007 voor de Franse tweedeklasser Le Havre AC uitkomt, waar hij ook zijn jeugdopleiding genoot.
Nestor speelde in 2008 een wedstrijd voor de Franse U-21.

4 Moore ·
5 Poha ·
6 Masson ·
7 Boudraa ·
8 Berthomier ·
9 Noubissi ·
10 Venema ·
11 Bonnet ·
14 Cuffaut  ·
15 Woudenberg ·
16 Louchet ·
17 Boutoutaou ·
19 Innocenti ·
20 Hamache ·
22 El Amri ·
23 Kruse ·
24 Linguet ·
25 Touré ·
29 Kalai ·
30 Diabaté ·
36 Viegbe ·
39 Buatu ·
40 Van Attenhoven ·
92 Macalou ·
99 Haouari ·
Coach: Kantari